# Ectropothecium vitiense
Ectropothecium vitiense är en bladmossart som beskrevs av Hugh Neville Dixon och Edwin Bunting Bartram 1948. Ectropothecium vitiense ingår i släktet Ectropothecium och familjen Hypnaceae. Inga underarter finns listade i Catalogue of Life.